# Carlos Saucedo
Carlos Enrique Saucedo Urgel (Santa Cruz de la Sierra, 11 settembre 1979) è un calciatore boliviano, attaccante del Real Santa Cruz e della nazionale boliviana.

## Palmarès

### Club

#### Competizioni nazionali
- Campionato ecuadoriano: 1

Deportivo Quito: 2008
- Campionato costaricano: 1

Saprissa: Verano 2013-2014
- Campionato boliviano: 1

San José: Clausura 2018